# Pobłędzie
Pobłędzie (niem. Pablindszen, 1936–1938 Pablindschen, 1938–1945 Zollteich) – osada w Polsce położona w województwie warmińsko-mazurskim, w powiecie gołdapskim, w gminie Dubeninki.
W latach 1975–1998 miejscowość administracyjnie należała do województwa suwalskiego.
W okresie międzywojennym Pobłędzie należało do Prus Wschodnich, znajdowała się tutaj stacja kolejowa. Po drugiej wojnie światowej wieś weszła w skład Polski. Ze względu na bliskość granicy z ZSRR (obecnie z obwodem królewieckim Rosji), infrastruktura kolejowa została w większości zdemontowana.
W miejscowości była stacja kolejowa Pobłędzie.